# José de la Cruz Mena
José de la Cruz Mena (* 3. Mai 1874 in León, Nicaragua; † 22. September 1907 ebenda) war ein nicaraguanischer Komponist, Musiker und Orchesterdirektor.

## Überblick
Geboren in einer musischen Familie, gilt er als der nicaraguanische Komponist klassischer Musik, der am stärksten den Einfluss der Wiener Komponisten übernahm, ganz besonders von Johann Strauss (Sohn). Mena setzte dazu seine ganz persönliche Note und prägte damit das Musikleben Nicaraguas des 19. und 20. Jahrhunderts, besonders seiner Geburtsstadt León, die damals als Zentrum der Kultur und Bildung Nicaraguas galt. Aufgrund seiner Krankheit kennt man ihn heute auch als „der göttliche Aussätzige“.

## Biographie
José de la Cruz Mena wurde am 3. Mai 1874 in León, Nicaragua geboren. Sein Vater Don Yanuario Mena war ebenfalls Musiker. Seine Mutter war Doña Celedonia Ruíz. Von seinem Vater lernte er im Kindesalter das Horn spielen. Seine  Geschwister waren ebenfalls alle Musiker. In seiner frühen musikalischen Erziehung wurde er von seinem älteren Bruder Jesús Isidoro unterstützt. 1888 übersiedelte Mena nach Managua, wo er seine weitere musikalische Ausbildung von dem belgischen Maestro Alejandro Cousin erhielt, der die Escuela Nacional de Música de Nicaragua leitete. Danach ging er nach Honduras, wo er mit der Banda Nacional de Honduras unter der Leitung von Don Adalid Gamero spielte. Hier lernte er das Baritonhorn spielen und komponierte u. a. auch das Stück „El Nacatamal“. Später ging er nach San Salvador und wurde Mitglied der Banda de los Supremos Poderes unter der Leitung des deutschen Maestro Heinrich Drews.

### Erkrankung
Während seines Aufenthaltes in San Salvador wurde ihm Lepra diagnostiziert und er wurde in einem Krankenhaus gepflegt. Aus Dankbarkeit schenkte er der leitenden Schwester drei Ave Maria, die er dort komponiert hatte. Diese Kompositionen wurden später nach Spanien gebracht und dort aufgeführt. Er beschloss, 1892 nach Nicaragua zurückzukehren. Zur damaligen Zeit wurden alle Leprakranken Nicaraguas zwangsweise auf die Insel Aserradores bei Corinto übersiedelt, um der Ansteckungsgefahr vorzubeugen. Staatspräsident General José Santos Zelaya, der Mena sehr schätzte, machte von dieser Regelung eine Ausnahme und beschloss, seinen Namen aus der Liste der Aussätzigen zu streichen und ihm eine kleine Pension zu gewähren, so als wäre Mena Feldwebel des Heeres gewesen. Zudem durfte Mena sich in eine kleine Hütte am Flussufer des Río Chiquito in León zurückziehen. Bereits im Alter von 22 Jahren erblindete er vollständig; das Musizieren musste er aufgeben, da auch seine Gliedmaßen allmählich zerfielen. Er konnte auch nicht mehr schreiben. Seine Freunde besuchten ihn; somit konnte er ihnen seine Kompositionen nunmehr nur „diktieren“, in dem er ihnen die Melodie vorpfiff und den Takt mit leichten Schlägen auf einem alten Stück Eisenbahnschiene vorgab, das aus der Decke seiner Hütte über seiner Hängematte hing. Zu den Freunden, die ihn besuchten, zählten Jerónimo Castellón, Bernardino Turcios, Rubén Galiano, Pantaleón Vanegas und Daniel Cuadra. Von ihnen hat der Fondo Histórico Documental de la Música Nicaragüense einige Originalmanuskripte erhalten.

### Preis
Bei den ersten Blumenspielen („Jocs Florals“ oder Dichterwettstreit) im September 1904 im Teatro Municipal de León, als sein Walzer „Ruinas“ in der Klavierfassung für Piano Solo von Doña Margarita Alonso erstaufgeführt wurde, gewann er den ersten Preis. Die Preisrichter waren Don Marcelo Soto, Don Pablo Vega y Raudes und Don Isaías Ulloa. Trotz des jubelnden Publikums die mit „Viva Mena!“ („Es lebe Mena!“) nach ihm riefen, durfte er als Leprakranker das Theater nicht betreten. Eine Kommission bat ihn, der draußen zugehört hatte, den Preis persönlich entgegenzunehmen, was er ohne Publikumskontakt auch schaffte. Drei Jahre später erlag er am 22. September seiner Krankheit. Seine sterblichen Überreste befanden sich im Friedhof Guadalupe in León, wurden aber im Jahre 2007 zu seinem hundertsten Todestag in die Catedral Metropolitana de León umgebettet. Ein Teil seiner Originalmanuskripte wird im Instituto de Historia de Nicaragua y Centroamérica aufbewahrt.

## Werke
Mena komponierte circa 26 Walzer. Seine bekanntesten sind „Ruinas“, „Amores de Abraham“, „Tus Ojos“, „Bella Margarita“ und „Rosalía“. Ein großer Teil seiner Manuskripte wurde aufgrund falsch verstandener Ansteckungsgefahren verbrannt. Es ist jedoch bekannt, dass er über 30 Volkslieder komponierte, sowie Sakralmusik, einschließlich drei Te Deums, acht Ave Marias, zwei Messen, vier Requiem, zwanzig Weihnachtslieder (Villancicos), sowie sechs Trauermärsche wie z. B. „La Tumba del Redentor“.